# Pierre Seel
Pierre Seel, né le 16 août 1923 à Haguenau et mort le 25 novembre 2005 à Toulouse, est la seule personnalité homosexuelle française à avoir témoigné à visage découvert de sa déportation durant la Seconde Guerre mondiale pour motif d'homosexualité. Il est l'écrivain de Moi, Pierre Seel, déporté homosexuel, un récit autobiographique racontant l'histoire de cette déportation.

## Biographie

### Jeunesse
Pierre Seel grandit dans une famille catholique qui tenait une pâtisserie à Mulhouse.
En 1940, à dix-sept ans à peine, Pierre Seel se fait voler sa montre au square Steinbach, parc de Mulhouse connu comme lieu de rencontres d'homosexuels. Il va porter plainte au commissariat en précisant le lieu du vol et se retrouve alors inscrit dans le fichier des homosexuels du commissariat.

À cause de ce fichier, il est convoqué le 3 mai 1941 dans les locaux de la Gestapo à Mulhouse. Il est arrêté, interrogé, torturé et violé pendant deux semaines comme le sont en même temps que lui plusieurs autres arrêtés pour homosexualité. 
« Excédés par notre résistance, les SS commencèrent à arracher les ongles de certains d’entre nous. De rage, ils brisèrent les règles sur lesquelles nous étions agenouillés et s’en servirent pour nous violer. Nos intestins furent perforés. Le sang giclait de partout. » (Moi, Pierre Seel, déporté homosexuel, p. 39)
Puis il est déporté le 13 mai 1941 au camp de sûreté et de redressement de Schirmeck-Vorbruck, proche du camp de concentration de Natzweiler-Struthof nouvellement créé sur le ban de la commune de Natzwiller.

Il y souffre notamment de la faim « qui rendit fous certains d’entre [eux] » (p. 57), de rhumatismes et contracte la dysenterie. Comme de nombreux détenus déportés pour homosexualité dans les camps nazis, Pierre Seel subit des expérimentations et témoigne de séances de torture où des infirmiers nazis jouaient aux fléchettes avec des seringues sur des détenus : 
« Nous étions une demi-douzaine, torse nu et alignés contre le mur. Pour réaliser leurs injections, ils aimaient lancer en notre direction leurs seringues comme on lance des fléchettes à la foire. » (Moi, Pierre Seel, déporté homosexuel, p. 56)
 (mai 2020).
Un jeune homme qu'il désigne comme "Jo" et avec qui il a entretenu une relation amoureuse à Mulhouse est également déporté à Schirmeck-Vorbruck. Pierre Seel l'apprend le jour où, réunis par les SS avec les autres détenus dans la cour du camp, Jo est amené nu avant que les SS le fasse dévorer vivant par leurs bergers allemands :

« Ils lui enfoncèrent violemment sur la tête un seau en fer blanc. Ils lâchèrent sur lui les féroces chiens de garde du camp, des bergers allemands qui le mordirent d'abord au bas-ventre et aux cuisses avant de le dévorer sous nos yeux. Ses hurlements de douleur étaient amplifiés et distordus par le seau sous lequel sa tête demeurait prise. Raide et chancelant, les yeux écarquillés par tant d'horreur, des larmes coulant sur mes joues, je priai ardemment pour qu'il perde très vite connaissance. (…) Depuis, il m'arrive encore souvent de me réveiller la nuit en hurlant. (...) Je n'oublierai jamais cet assassinat barbare de mon amour. 
Moi, Pierre Seel, déporté homosexuel, p. 59-60 »

En novembre 1941 il est libéré mais, à 18 ans, en mars 1942, comme tous les Alsaciens et les Mosellans de son âge, il est incorporé de force dans l’armée allemande et doit aller se battre sur le front russe. À la Libération, si comme la plupart des déportés, il ne s’étend pas publiquement sur l’enfer qui fut aussi le lot de tant d’autres, il le peut d’autant moins que la révélation de la cause spécifique de cette déportation, son homosexualité, était à l’époque impensable, et l’aurait condamné à un rejet total, y compris de la part des déportés politiques et résistants. L'armée allemande en avait fait, de plus, un de ces « malgré-nous » alors souvent mal vus. À l’enfer dont il réchappait à vingt-deux ans, s’ajoutera celui de devoir se taire pour pouvoir se réadapter en se coulant dans son milieu familial de bourgeoisie établie et pour préserver les siens pendant trente ans — ce sera un souci constant douloureusement assumé — contre une opinion alors totalement intolérante envers tout soupçon d’homosexualité. Ce n’est qu’après 1978; ses 3 enfants étant élevés (il y en a 3, Agnès, Antoine et Denis, même si curieusement le panneau latéral "Biographie" n'en mentionne qu'un)  qu'il s'estimera en mesure de témoigner publiquement. Au préalable, son épouse avait lancé une procédure de divorce, ceci sans rapport avec le passé de son mari, qu'elle ignorait : le divorce était simplement la conclusion, constat partagé par tous deux, d'une vie de couple rendue difficile par le malêtre d'un homme tourmenté par son passé. La séparation.se passa relativement bien, les deux ex-époux restant malgré tout en contact. Mais cet échec fut une souffrance de plus pour Pierre Seel, "Ainsi donc il n'avait servi à rien que j'endure ce que j'avais enduré et que je renonce à mon homosexualité. Il n'avait servi à rien que j'entreprenne de construire pendant presque trente  ans un foyer puisqu'il entreprenait de m'abandonner" (Moi Pierre Seel homosexuel déporté, p. 146 de l'édition Calmann Levy).

### Militantisme
En 1982, resté catholique de foi, il est révolté par des propos homophobes de l’évêque de Strasbourg, Mgr Léon-Arthur Elchinger. Il sort du silence, quarante ans après sa déportation et témoigne de ce qu'il a vécu dans une lettre ouverte. Les 2 et 3 février 1993, Pierre Seel livre son bouleversant témoignage dans l'émission de Daniel Mermet, Là-bas si j'y suis, diffusée sur France Inter. À la suite de cette émission en 1994, il écrit un livre avec Jean Le Bitoux Moi, Pierre Seel, déporté homosexuel. Grâce à lui et au soutien de quelques militants, la reconnaissance de la déportation homosexuelle se fait enfin, lentement et surtout très tardivement. Lionel Jospin, alors Premier ministre, l'évoque en 2001. Puis en avril 2005, le président de la République, Jacques Chirac, en parle à l'occasion de la Journée nationale du souvenir de la déportation du 24 avril :

« En Allemagne, mais aussi sur notre territoire, celles et ceux que leur vie personnelle distinguait — je pense aux homosexuels — étaient poursuivis, arrêtés et déportés. »

À la suite de ses révélations, une partie de sa famille rompt avec lui.
Dès 1995, Pierre Seel est invité à apporter son témoignage au public, dans plusieurs villes (Lille, Besançon, Marseille…) et sur la fréquence Radio Campus. Pierre Seel est interviewé en 1998 par l'USC Shoah Foundation Institute créé par Steven Spielberg.
Son témoignage apparaît également dans le documentaire sur la déportation homosexuelle, Paragraphe 175 (2000) réalisé par Rob Epstein et Jeffrey Friedman.
Le film documentaire Amants des hommes d'Isabelle Darmengeat sur la déportation homosexuelle en France reprend et utilise des extraits lus de l'autobiographie, Moi, Pierre Seel, déporté homosexuel.

### Décès
Pierre Seel meurt le 25 novembre 2005. Ses obsèques religieuses ont lieu dans l'intimité trois jours plus tard à Toulouse où il vécut sa vie professionnelle et sa retraite pendant les trente-sept dernières années de sa vie. Il est aujourd'hui inhumé dans le nouveau cimetière de Bram, dans l'Aude,.

## Hommages posthumes

### Municipaux

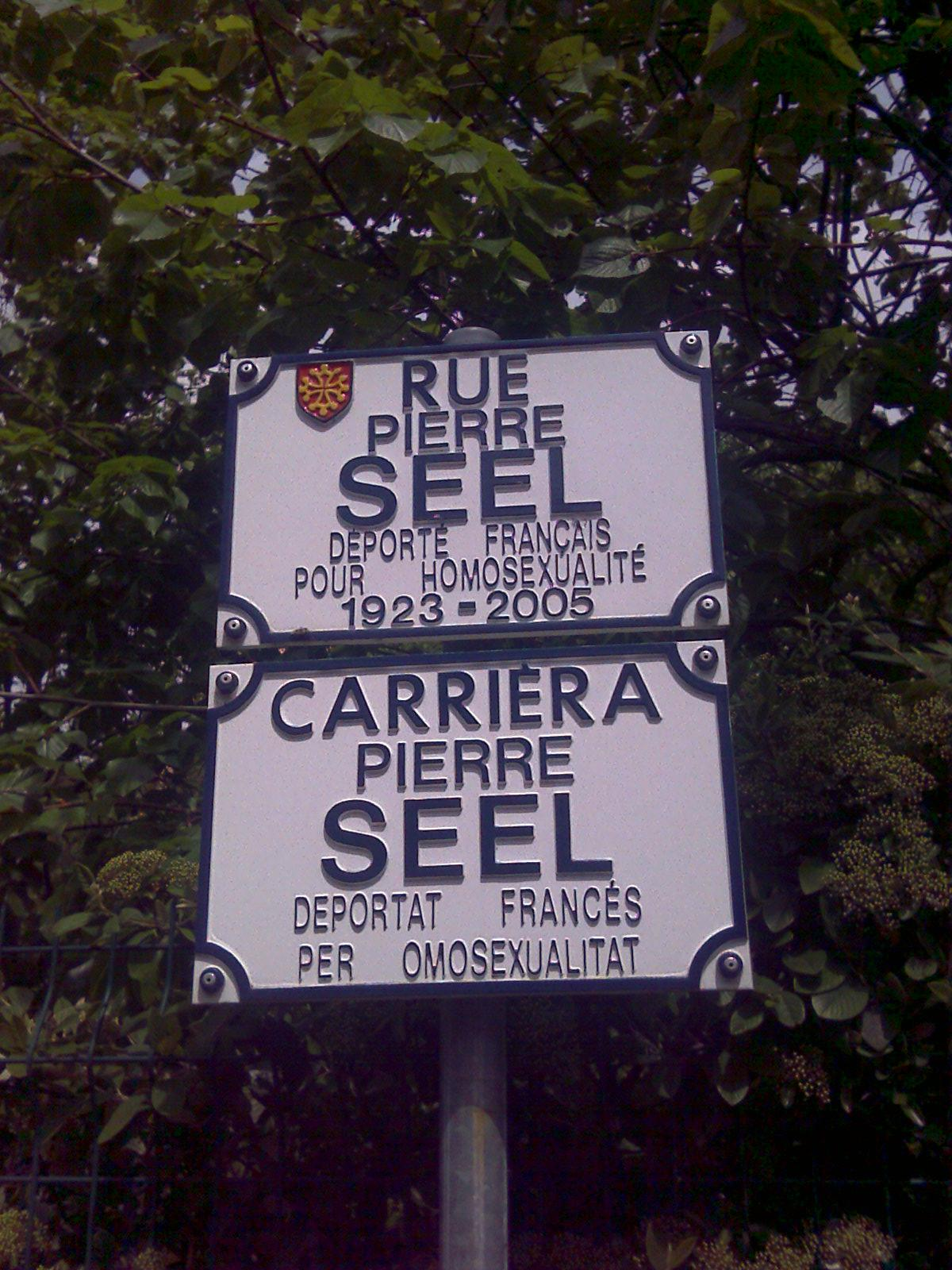
Les plaques de la rue Pierre Seel, à Toulouse.

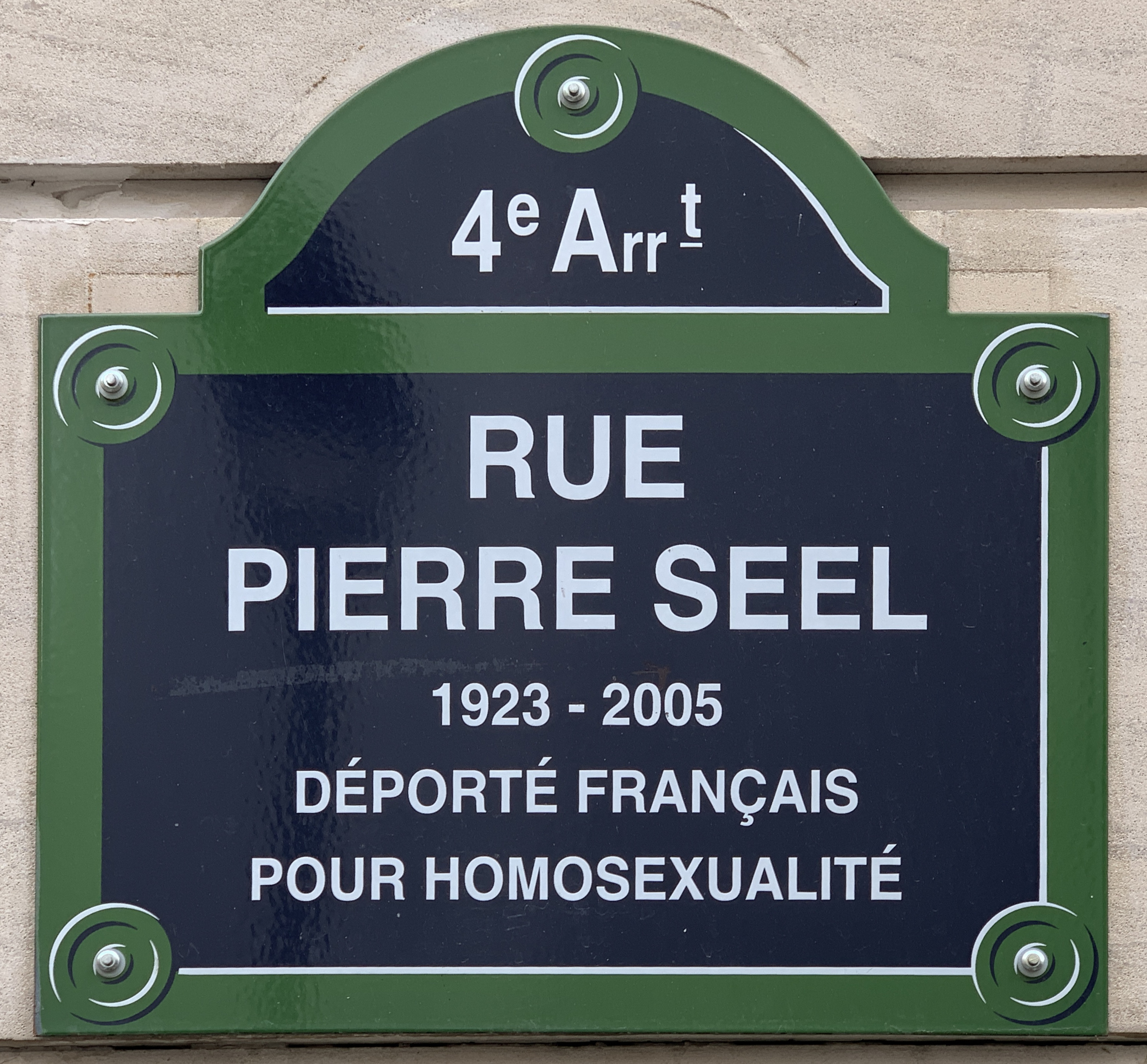
Plaque de la rue Pierre-Seel, à Paris.

Le 23 novembre 2007, la ville de Toulouse annonce qu'elle engage une procédure afin de baptiser une rue du centre ville du nom de Pierre Seel,. À l’unanimité du conseil municipal du 21 décembre 2007, la décision est entérinée.
La nouvelle rue, qui donne sur le port Saint-Sauveur, est inaugurée le 23 février 2008 par le maire de Toulouse. La plaque de rue porte l'inscription : « Rue Pierre-Seel - Déporté français pour homosexualité (1923-2005) » et « Carrièra Pierre Seel Deportat francés per omosexualitat » (en occitan),,.
Le 25 novembre 2008, le maire de Mulhouse Jean-Marie Bockel donne son accord de principe à l'apposition d'une plaque commémorative à Pierre Seel sur l'immeuble où se situait la maison de ses parents. Un an plus tard, face au refus émanant du nouveau propriétaire des lieux, la municipalité donne son aval à une solution englobant aussi d'autres déportés pour motif d'homosexualité. Ainsi, 65 ans après la fin du dernier conflit mondial, une plaque mémorielle a été apposée sur une façade du théâtre municipal, celle qui donne sur le Square Steinbach. Son inauguration a eu lieu le 15 mai 2010, en présence de Jean-Marie Bockel, alors secrétaire d’État à la Justice, de Rudolf Brazda ainsi que de représentants de l'association Les « Oublié(e)s » de la Mémoire qui ont porté le projet, soutenus par les associations gaies et lesbiennes locales.
Le 21 novembre 2015, un hommage lui a été rendu à l'occasion du 10e anniversaire de sa mort : sur sa tombe en présence de Claudie Mejean, maire (PS) de Bram et Danièle Mouchague, conseillère régionale (PS) du Languedoc-Roussillon. Une seconde gerbe a été déposée à Toulouse, rue Pierre-Seel,,.
Le 19 juin 2019, une rue Pierre-Seel est inaugurée à Paris dans le 4e arrondissement, entre la rue de Rivoli et la Rue du Roi-de-Sicile.

### Cinéma
- Paragraphe 175 (2000) de Rob Epstein et Jeffrey Friedman
- Isabelle Darmengeat, Amants des hommes (film), 2004.
- L'Arbre et la Forêt (2010), d'Olivier Ducastel et Jacques Martineau qui s'inspire en grande partie des éléments de la vie de Pierre Seel pour composer le personnage de Frédérick Muller, interprété par Guy Marchand.
- Il Rosa Nudo (Le Rose nu, 2013) de Giovanni Coda, travail de cinéma expérimental inspiré de la biographie de Pierre Seel.
- Homosexuels et lesbiennes face au nazisme de Michel Viotte, 60 min, 2023[23].